# Полисто
Полисто (рус. Полисто) слатководно је језеро глацијалног порекла смештено у источном делу Бежаничког рејона на истоку Псковске области, односно на западу европског дела Руске Федерације. Језеро се налази у басену реке Ловата (односно у басену реке Неве и Балтичког мора) са којом је повезано преко своје једине отоке реке Полист.
Акваторија језера обухвата површину од око 30,6 км² и по површни је четврта језерска акваторија на тлу Псковске области. Језеро је издужено у смеру север-југ и максимална дужина му достиже до око 10 километара, док максимална ширина не прелази 7 километара. Просечна дубина воде у језеру је око 1,6 метара, а максималне дубине не прелазе 2,4 метра. Због неконтролисаног искориштавања језерске воде у привредне сврхе у последњих 50 година дубина језера је смањена скоро 2 пута, а обале су јако замочварене. Ка језеру се одводњава подручје површине око 1.660 км², а у језеро се директно уливају речице Цевља и Осјанка.
Језерско дно је доста неравно, углавном песковито и каменито, у ређим случајевима прекривено муљем. Обале су јако ниске, замочварене и слабо разуђене. Око 7% укупне биомасе у језеру чине модрозелене алге. Језеро је јединствено по богатом рибљем фонду, и једино је језеро у целој области у ком обитавају сабљарке (Pelecus cultratus) из породице шарана.
Од 23. јула 2009. језеро Полисто се налази на листи заштићених природних објеката у категорији споменик природе. Његова источна обала граничи се са територијом Полистовског резервата природе.